# لا بيانكا (تكساس)
لا بيانكا (بالإنجليزية: La Blanca CDP, Texas)‏ هي منطقة سكنية تقع بولاية تكساس في الولايات المتحدة. تبلغ مساحتها 10.7 كم2، وترتفع عن سطح البحر 21 م، بلغ عدد سكانها 2,488 نسمة في عام 2010 حسب إحصاء مكتب تعداد الولايات المتحدة وتصل الكثافة السكانية فيها 232.5 نسمة لكل كيلومتر مربع (602.2/ميل2).

## التركيبة السكانية
حدّد مكتب تعداد الولايات المتحدة بيانات التركيبة السكانية للا بيانكا في تعداد الولايات المتحدة. في ما يلي، التركيبة السكانية حسب تعدادي 2000 و2010.

### تعداد عام 2000
بلغ عدد سكان لا بيانكا 2,351 نسمة بحسب تعداد عام 2000، وبلغ عدد الأسر 548 أسرة وعدد العائلات 522 عائلة مقيمة في المنطقة السكنية. في حين سجلت الكثافة السكانية 219.7 نسمة لكل كيلومتر مربع (569.0/ميل2). وبلغ عدد الوحدات السكنية 589 وحدة بمتوسط كثافة قدره 55 لكل كيلومتر مربع (142.4/ميل2).
وتوزع التركيب العرقي للمنطقة السكنية بنسبة 73.54% من البيض و1.11% من الأمريكيين الأصليين و0.17% من الأمريكيين ذوي الأصول الآسيوية و24.12% من الأعراق الأخرى و1.06% من عرقين مختلطين أو أكثر و97.36% من الهسبانيون أو اللاتينيون من أي عرق.
بلغ عدد الأسر 548 أسرة كانت نسبة 75% منها لديها أطفال تحت سن الثامنة عشر تعيش معهم، وبلغت نسبة الأزواج القاطنين مع بعضهم البعض 78.1% من أصل المجموع الكلي للأسر، ونسبة 14.4% من الأسر كان لديها معيلات من الإناث دون وجود شريك،  بينما كانت نسبة 2.7% من الأسر لديها معيلون من الذكور دون وجود شريكة وكانت نسبة 4.7% من غير العائلات. تألفت نسبة 3.8% من أصل جميع الأسر من عدة أفراد يعيشون في نفس المنزل ونسبة 1.5% كانت تتألف من شخص يعيش بمفرده يبلغ من العمر 65 عاماً أو أكثر. وبلغ متوسط حجم الأسرة المعيشية 4.29، أما متوسط حجم العائلات فبلغ 4.41.
بلغ العمر الوسطي للسكان 23.2 عاماً. وكانت نسبة 40.7% من القاطنين تحت سن الثامنة عشر، وكانت نسبة 11.8% بين الثامنة عشر والرابعة والعشرين عاماً، ونسبة 29% كانت واقعةً في الفئة العمرية ما بين الخامسة والعشرين والرابعة والأربعين عاماً، ونسبة 14.2% كانت ما بين الخامسة والأربعين والرابعة والستين، ونسبة 4.2% كانت ضمن فئة الخامسة والستين عاماً فما فوق. يوجد لكل 100 أنثى 94.1 ذكر، ويوجد لكل 100 أنثى في الثامنة عشر من عمرها فما فوق 89.8 ذكر.
بلغ متوسط دخل الأسرة في المنطقة السكنية 21,688 دولارًا، أما متوسط دخل العائلة فبلغ 22,063 دولارًا. وكان متوسط دخل الذكور 17,841 دولارًا مقابل 11,846 دولارًا للإناث. وسجل دخل الفرد الخاص بالمنطقة السكنية 6,421 دولارًا. وكانت نسبة 35.3% من العائلات ونسبة 38.6% من السكان تحت خط الفقر، وكان من هؤلاء نسبة 38.6% تحت سن الثامنة عشر ونسبة 41.4% في الخامسة والستين من العمر وما فوق.

### تعداد عام 2010
بلغ عدد سكان لا بيانكا 2,488 نسمة بحسب تعداد عام 2010، وبلغ عدد الأسر 650 أسرة وعدد العائلات 589 عائلة مقيمة في المنطقة السكنية. في حين سجلت الكثافة السكانية 232.5 نسمة لكل كيلومتر مربع (602.2/ميل2). وبلغ عدد الوحدات السكنية 692 وحدة بمتوسط كثافة قدره 64.7 لكل كيلومتر مربع (167.6/ميل2).
وتوزع التركيب العرقي للمنطقة السكنية بنسبة 70.10% من البيض و0.12% من الأمريكيين الأفارقة و0.76% من الأمريكيين الأصليين و0.04% من سكان جزر المحيط الهادئ و28.05% من الأعراق الأخرى و0.92% من عرقين مختلطين أو أكثر و95.42% من الهسبانيون أو اللاتينيون من أي عرق.
بلغ عدد الأسر 650 أسرة كانت نسبة 57.7% منها لديها أطفال تحت سن الثامنة عشر تعيش معهم، وبلغت نسبة الأزواج القاطنين مع بعضهم البعض 68.3% من أصل المجموع الكلي للأسر، ونسبة 17.1% من الأسر كان لديها معيلات من الإناث دون وجود شريك،  بينما كانت نسبة 5.2% من الأسر لديها معيلون من الذكور دون وجود شريكة وكانت نسبة 9.4% من غير العائلات. تألفت نسبة 8.5% من أصل جميع الأسر من عدة أفراد يعيشون في نفس المنزل ونسبة 4% كانت تتألف من شخص يعيش بمفرده يبلغ من العمر 65 عاماً أو أكثر. وبلغ متوسط حجم الأسرة المعيشية 3.83، أما متوسط حجم العائلات فبلغ 4.04.
بلغ العمر الوسطي للسكان 27.9 عاماً. وكانت نسبة 35.5% من القاطنين تحت سن الثامنة عشر، وكانت نسبة 10.5% بين الثامنة عشر والرابعة والعشرين عاماً، ونسبة 24.7% كانت واقعةً في الفئة العمرية ما بين الخامسة والعشرين والرابعة والأربعين عاماً، ونسبة 21.5% كانت ما بين الخامسة والأربعين والرابعة والستين، ونسبة 7.9% كانت ضمن فئة الخامسة والستين عاماً فما فوق. وتوزع التركيب الجنسي للسكان بنسبة 49.8% ذكور و50.2% إناث.